# Reszkessetek, betörők! – Otthon, édes otthon
A Reszkessetek, betörők! – Otthon, édes otthon (eredeti cím: Home Sweet Home Alone) 2021-es amerikai filmvígjáték, amit Dan Mazer rendezett. A főbb szerepekben Ellie Kemper, Rob Delaney, Archie Yates, Aisling Bea és Kenan Thompson látható.
A filmet az Amerikai Egyesült Államokban 2021. november 12-én, Magyarországon 2022. december 2-án mutatta be a Disney+.

## Cselekmény
Jeff és Pam McKenzie megpróbálják eladni a házukat, de nem szóltak a gyerekeiknek, Abbynek és Chrisnek. Jeff elvesztette a munkáját, Pam fizetése pedig nem elég ahhoz, hogy megtartsák a házukat. A helyzetet tovább rontja, hogy Jeff ellenszenves és sikeres bátyja, Hunter, a felesége, Mei és a fiuk, Ollie úgy döntöttek, hogy karácsonyra náluk maradnak.
Egy nyílt nap alkalmával Max Mercer és édesanyja, Carol beugrik a mosdóba. Max rövid szóváltásba keveredik Jeffel, melynek során utóbbi egy doboznyi régi babát fedez fel, köztük egy fejjel lefelé fordított arcú, torzszülött babát. Carol elmagyarázza Jeffnek, hogy a szokatlanul deformált babák ritkák és sok pénzt érnek, becslések szerint 200 000 dollárt. Amikor Max és Carol hazatérnek, az egész család Tokióba készül az ünnepekre, Carol azonban korábban indul, mint a többiek. Max, akit bosszant a felhajtás, a garázsban parkoló autóban telepszik le rajzfilmet nézni, és véletlenül elalszik. Sajnos Max családja nem vette észre, hogy a fiuk a garázsban parkoló autóban alszik, és otthon hagyták, azt hitték, hogy egy másik járműben van a többi taggal együtt.
Az otthonuk elvesztése miatt aggódva Jeff elmegy a babáért, csakhogy kiderül, hogy eltűnt. Abban a hitben, hogy Max ellopta, másnap felkeresi a Mercer-házaspárt, de az egész család sietve távozik. A felfordulás közben kihallgatja a biztonsági kódot, és meglátja, hová rejtették a ház kulcsát. Elmondja ezt Pamnek, és megegyeznek, hogy éjszaka visszaszerzik a babát.
Eközben Max felfedezi, hogy az egész család elment, és kezdetben jól érzi magát, bár hamar megunja és hiányoznak neki. Közben Jeff és Pam megérkezik Mercerékhez, és bejutnak. Amikor meghallja, hogy egy "csúnya kisfiú" megszerzéséről beszélnek, Max feltételezi, hogy elrablásáról és eladásáról beszélnek. Megpróbálja elijeszteni őket azzal, hogy felhívja a rendőrséget. Buzz McCallister rendőr megérkezik, de Pam eltereli a figyelmét. Max attól fél, hogy ha McCallister rendőr rájön, hogy egyedül van otthon, a szüleit letartóztathatják.
Carol rájön, hogy Max-et otthon hagyták, és vesz egy jegyet, hogy visszamenjen. McKenzie-ék másnap templomba mennek, és összefutnak az ingatlanügynökükkel. Elmondja nekik, hogy van vevő, de év végéig dönteniük kell, ami nagy nyomást gyakorol rájuk. Max megérkezik, és tudtán kívül beszélget Jeff és Pam fiával, Chris-szel, aki szimpatikusan odaadja neki a vízipisztolyát. A házaspár észreveszi, hogy Max beszélget valakivel, és feltételezik, hogy a nagymamája az. Elhatározzák, hogy még egyszer betörnek a házba, amíg a családjuk a templomban van.
Jeff és Pam a ház hátsó része körül lopakodva a szomszéd udvarában kötnek ki. Max ismét kihallgatja őket, és Jeff beleegyezik, hogy Télapónak öltözve érkezik, hogy becsapja őt. Max erre úgy reagál, hogy csapdát állít a házban, hogy nehézséget okozzon, és megakadályozza, hogy közel kerüljenek hozzá, míg Jeff és Pam várják, hogy a családjuk elaludjon karácsony este. A pár beleesik Max csapdájába, melynek során kiderül, hogy Max nem a babát lopta el, hanem egy doboz üdítőt. Tisztázzák a félreértést, de megtudják, hogy Max egyedül van otthon, és beleegyeznek, hogy náluk maradjon, amíg az anyja vissza nem tér.
Miközben elmagyarázzák az egész helyzetet a családjuknak, kiderül, hogy Ollie ellopta a babát, és sikerült biztonságban visszaszereznie, így biztosítva, hogy McKenzie-ék maradhatnak. Carol megérkezik Maxért. Mivel Carol csak két hónapja költözött a házukba, barátokra talál McKenzie-ékben, és megköszöni nekik, hogy gondoskodtak Maxről.
Egy évvel később Mercerék és McKenzie-ék együtt vacsoráznak karácsonykor. Jeff új munkát kapott, és készségesen odaadja Maxnek az üdítőt, amire egy évvel korábban vágyott.

## Szereplők
| Szerep           | Színész         | Magyar hang             | Leírás                                                                       |
| ---------------- | --------------- | ----------------------- | ---------------------------------------------------------------------------- |
| Max Mercer       | Archie Yates    | Bősz Mirkó              | Fiú, akit otthon hagyott a családja.                                         |
| Jeff McKenzie    | Rob Delaney     | Zöld Csaba              | Munkanélküli férfi, aki egy drága babát akar beszerezni Mercerék otthonából. |
| Pam McKenzie     | Ellie Kemper    | Mezei Kitty             | Jeff felesége, aki tanárként dolgozik.                                       |
| Carol Mercer     | Aisling Bea     | Szávai Viktória         | Max anyja.                                                                   |
| Mike Mercer      | Andrew Daly     | N/A                     | Carol férje és Max apja.                                                     |
| Gavin Washington | Kenan Thompson  | Elek Ferenc             | Ingatlanügynök.                                                              |
| Hunter McKenzie  | Timothy Simons  | Magyar Bálint           | Jeff ellenszenves és sikeresebb testvére.                                    |
| Mei              | Ally Maki       | Sipos Eszter Anna       | Hunter felesége és Jeff sógornője.                                           |
| Blake Mercer     | Pete Holmes     | Juhász Zoltán           | Max nagybátyja, valamint Mike és Stu testvére.                               |
| Stu Mercer       | Chris Parnell   | Forgács Péter           | Max másik nagybátyja, Mike és Blake testvére.                                |
| Abby McKenzie    | Katie Beth Hall | Ruszkai Szonja          | Jeff és Pam lánya.                                                           |
| Chris McKenzie   | Max Ivutin      | Holló-Zsadányi Norman   | Jeff és Pam fia.                                                             |
| Katie Mercer     | Maddie Holliday | Dolmány-Bogdányi Korina | Max húga.                                                                    |
| Buzz McCallister | Devin Ratray    | Holl Nándor             | Kevin testvére, rendőr.                                                      |

### Magyar változat
- Magyar szöveg: Simon Nóra
- Hangmérnök: Mihályfi Kristóf
- Vágó: Simkóné Varga Erzsébet
- Gyártásvezető: Hódos Edina
- Szinkronrendező: Földi Levente
- Produkciós vezető: Kónya Andrea

A szinkront a Mafilm Audio Kft. készítette.

## A film készítése
2019. augusztus 6-án Bob Iger, a Disney vezérigazgatója bejelentette, hogy fejlesztés alatt áll egy új film a Reszkessetek, betörők! franchise-ban, melynek címe egyszerűen Reszkessetek, betörők! lesz. 2019 októberére Dan Mazer tárgyalásokat kezdett a film rendezéséről, melynek forgatókönyvét Mikey Day és Streeter Seidell közösen írták. Hutch Parker és Dan Wilson voltak a producerek.
2019 decemberében bejelentették, hogy Archie Yates, Rob Delaney és Ellie Kemper lesznek a film főszereplői. 2020 júliusában jelentették, hogy Ally Maki, Kenan Thompson, Chris Parnell, Aisling Bea, Pete Holmes, Timothy Simons és Mikey Day is csatlakozott a stábhoz. 2020 áprilisában jelentették, hogy Macaulay Culkin, aki az első két filmben Kevin McCallistert játszotta, egy cameo erejéig újra eljátssza a szerepét. 2021 októberében Culkin tagadta, hogy részt venne a filmben. 2021 augusztusában bejelentették, hogy Devin Ratray, aki az első két filmben Buzz McCallistert játszotta, megjelenik.
A forgatás 2020 februárjában kezdődött  Montréalban. Márciusban a covid19 világjárvány és az iparági korlátozások miatt világszerte leállították a forgatást. 2020 novemberében a Disney bejelentette, hogy a koronavírus miatt elhalasztott összes filmjének forgatása újraindult, és néhány esetben befejeződött a forgatás.